# 우에스기 나리노리

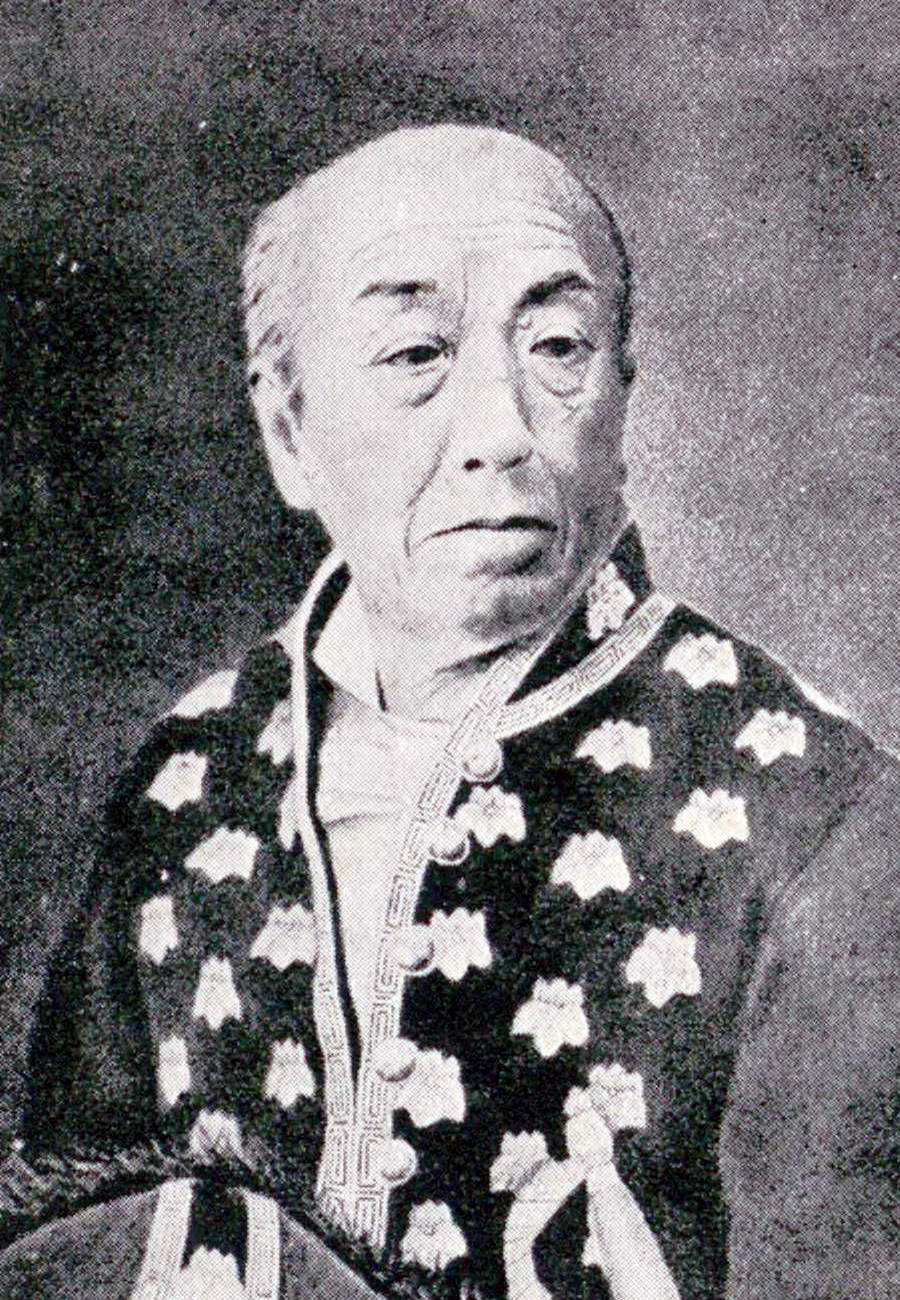
우에스기 나리노리

우에스기 나리노리(일본어: 上杉斉憲, 1820년 6월 20일 ~ 1889년 5월 20일)는 일본 에도 시대의 다이묘로, 요네자와번의 12대 번주이다. 어릴적 이름은 쓰루치요(鶴千代)이며, 통칭은 기헤이지(喜平次)이다. 나중에 이름을 나리사다(斉定)라 칭하였다. 관위는 종4위하, 단조다이히쓰(弾正大弼), 사콘에 곤주조(左近衛権中将)이다.

## 생애
분세이 3년(1820년) 5월 10일, 요네자와 번의 11대 번주 우에스기 나리사다의 맏아들로 태어났다. 덴포 10년(1839년) 4월 3일, 가문을 계승하여 번주직에 올랐다. 이후 번 통치 개혁에 힘써, 군대의 서양식 훈련방법을 도입하는 등 통치에 큰 성공을 거두어, 게이오 2년(1866년)에는 그 공적으로 영지 3만 석을 추가로 받았다. 2세기 반 만의 우에스기 가문의 영지 증가는 가문의 경사로 여겨져, 나리노리는 우에스기 하루노리에 버금가는 명군으로 불렸다. 그는 개명적인 인물로, 개국에 대해서도 적극적이었다고 한다. 안세이 3년(1856년)에는 번사의 지행 대출을 행하고, 안세이 6년(1859년)에는 종두를 번내에 권장하였다. 분큐 3년(1863년)에는 도쿠가와 이에모치의 교토 상락을 수행하여 니조성 경호를 담당했다.
게이오 4년(1868년), 보신 전쟁이 일어나서 아이즈번과 함께 요네자와 번도 토벌의 대상이 되었으나, 당초 나리노리는 신정부의 의향을 따라 공순할 것을 생각하고 있었다. 그러나 탄원을 희망하여 보낸 서장이 신정부에 의해 거부되면서, 이에 분노하여 센다이번과 함께 오우에쓰 열번 동맹의 맹주가 되어 신정부군과 싸웠다. 요네자와 군은 한때 신정부군을 압도하여, 니가타 항을 탈환하기도 하였으나, 같은 해 5월에 시바타번의 배신 등으로 인해 신정부군의 맹공을 받고 패주했다.
이후 패색이 짙어지면서 어쩔 수 없이 신정부군에 항복하였다. 그리고 그동안 같은 편이었던 아이즈와 쇼나이번에 출병하면서 '배신자'라 불리게 되었다. 메이지 유신 이후, 오우에쓰 열번 동맹의 맹주였다는 이유로 문책을 당해, 영지가 14만 석으로 삭감되었고, 나리노리는 맏아들 우에스기 모치노리에게 번주직을 물려주고 은거하였다.
메이지 22년(1889년) 5월 20일, 70세의 나이로 사망하였다.
| 전임 우에스기 나리사다 | 제12대 요네자와번 번주 1839년 ~ 1869년 | 후임 우에스기 모치노리 |